# Mezinárodní mistrovství České republiky v rallye 2004
Mezinárodní mistrovství České republiky v rallye 2004 (MMČR 2004) je název rallye šampionátu, který se pořádal na českém území v roce 2004. Šampionát obsahoval 8 dvoudenních soutěží. Mistrem republiky se stala posádka Jan Kopecký a Filip Schovánek na voze Škoda Fabia WRC.

## 01/XXII. International Jänner rally
- 693,8 km
- 17 RZ (Rychlostních zkoušek)

Rakouská Jänner Rally byla poprvé zařazena do českého mistrovství. Byla to čistě sněhová soutěž se kterou naši jezdci neměli zkušenosti. I přes handicap slabšího vozu zvítězil domácí jezdec Baumschlager.

### Výsledky
1. Raimund Baumschlager, Wicha - Mitsubishi Carisma EVO V
2. Jan Kopecký, Filip Schovánek - Škoda Fabia WRC
3. Václav Pech junior, Petr Uhel - Ford Focus WRC
4. Tomáš Enge, Petr Gross - Ford Focus WRC
5. Josef Béreš, Palivec - Hyundai Accent WRC
6. Rosenberger, Schwarz - Subaru Impreza STi
7. Pichler, Seifrie - Mitsubishi Lancer EVO VII
8. Haneder, Jabornigová - Mitsubishi Lancer EVO VII
9. Hermann Gassner senior, Thannhäuser - Mitsubishi Carisma EVO VII
10. Emil Triner, Miloš Hůlka - Seat Cordoba WRC

## 02/XXXIX. Mogul Šumava rally
- 609,38 km
- 15 RZ (Rychlostních zkoušek)

Pořadatelé původně slibovali možnost použití pneumatik s hroty. Před začátkem soutěže panovalo teplé počasí, které se ale změnilo a soutěž se tak opět jela na sněhu. Zimní pneumatiky přesto nebyly povoleny a řada jezdců z kategorie WRC nabrala velkou časovou ztrátu.

### Výsledky
1. Martin Prokop, Petr Novák - Škoda Octavia WRC
2. Václav Arazim, Jůlius Gál - Mitsubishi Lancer EVO VII
3. Vojtěch Štajf, Volf - Mitsubishi Lancer EVO VII
4. Marcel Tuček, Václav Tesař - Proton Perth
5. Václav Pech mladší, Petr Uhel - Ford Focus WRC
6. Karel Trojan, Řihák - Mitsubishi Lancer EVO VI
7. Červenka, Krečman - Mitsubishi Lancer EVO VI
8. Emil Triner, Miloš Hůlka - Seat Cordoba WRC
9. Tošovský, Sláma - Mitsubishi Lancer EVO VII
10. Tomáš Vojtěch, Fanta - Peugeot 206 WRC

## 03/I. Rally Matador Tatry - Valašská rally
- 682,35 km
- 17 RZ

Tato soutěž byla poskládána ze tří podniků - Valašská Rally, Rally Tatry a Matador Rally, které měly dříve existenční potíže. V roce 2004 byla trať rychlá a záludná, soutěž navíc poznamenala řada havárií.

### Výsledky
1. Roman Kresta, Jan Tománek - Subaru Impreza WRC
2. Václav Pech mladší, Petr Uhel - Ford Focus WRC
3. Jan Kopecký, Filip Schovánek - Škoda Fabia WRC
4. Martin Prokop, Petr Novák - Škoda Octavia WRC
5. Štěpán Vojtěch, Michal Ernst - Peugeot 206 WRC
6. Tibor Cserhalmi, Krajňák - Mitsubishi Lancer EVO VII
7. Trněný, Pritzl - Škoda Octavia WRC
8. Cais, Ondrejčík - Mitsubishi Lancer EVO VII
9. Solowow, Baran - Mitsubishi Lancer EVO VII
10. Vlček, Středa - Mitsubishi Lancer EVO VI

## 04/XXXII. Seat Rally Český Krumlov
- 749,6 km
- 15 RZ

Roman Kresta podruhé zvítězil a odstartoval boj o mistrovský titul. Oproti předchozím ročníkům byla kvůli rekonstrukci pozměněna trať.

### Výsledky
1. Roman Kresta, Jan Tománek - Subaru Impreza WRC
2. Václav Pech mladší, Petr Uhel - Ford Focus WRC
3. Jan Kopecký, Filip Schovánek - Škoda Fabia WRC
4. Emil Triner, Miloš Hůlka - Seat Cordoba WRC
5. Štěpán Vojtěch, Michal Ernst - Peugeot 206 WRC
6. Martin Prokop, Petr Novák - Škoda Octavia WRC
7. Trněný, Pritzl - Škoda Octavia WRC
8. Tibor Cserhalmi, Krajňák - Mitsubishi Lancer EVO VII
9. Tomáš Vojtěch, Fanta - Peugeot 206 WRC
10. Václav Arazim, Jůlius Gál - Mitsubishi Lancer EVO VII

## 05/XXX. Škoda Auto Rally Bohemia
- 800,89 km
- 15 RZ

Během Rally Bohemia došlo ke zlomu, když se do vedení v šampionátu usadil Kopecký a do čela již nikoho nepustil.

### Výsledky
1. Jan Kopecký, Filip Schovánek - Škoda Fabia WRC
2. Roman Kresta, Jan Tománek - Ford Focus WRC
3. Václav Pech mladší, Petr Uhel - Ford Focus WRC
4. Schie, Engen - Toyota Corolla WRC
5. Ladislav Křeček, Hršel - Ford Escort RS Cosworth
6. Josef Peták, Benešová - Peugeot 306 MAXI
7. Václav Arazim, Jůlius Gál - Mitsubishi Lancer EVO VII
8. Pattison, Molineux - Mitsubishi Lancer EVO VII
9. Barvík, Konečný - Mitsubishi Lancer EVO VI
10. Josef Béreš, Petr Starý - Mitsubishi Lancer EVO VIII

## 06/XXXIV. Barum rally Zlín
- 693,8 km
- 15 RZ

Vozy kategorie WRC byly nuceně umístěny na konec startovního pole, což se nelíbilo ani jim, ani divákům.

### Výsledky
1. Jan Kopecký, Filip Schovánek - Škoda Fabia WRC
2. Václav Pech mladší, Petr Uhel - Ford Focus WRC
3. Roman Kresta, Jan Tománek - Ford Focus WRC
4. Emil Triner, Miloš Hůlka - Seat Cordoba WRC
5. Simon Jean-Joseph, Boyére - Renault Clio S1600
6. Josef Peták, Benešová - Peugeot 306 MAXI
7. Miroslav Jandík, Radim Chrastecký - Mitsubishi Lancer EVO VII
8. Jindřich Štolfa, Tichý - Nissan Almera Kit-Car
9. Václav Arazim, Jůlius Gál - Mitsubishi Lancer EVO VII
10. Cais, Ondrejčík - Mitsubishi Lancer EVO VII

## 07/XXVI. Rally Příbram
- 570,64 km
- 20 RZ

Václav Pech se zde pokusil zvrátit situaci v šampionátu a vypůjčil si od továrního týmu Ford nejnovější model Focusu. Kvůli havárii před startem ale vítězství nezískal.

### Výsledky
1. Jan Kopecký, Filip Schovánek - Škoda Fabia WRC
2. Václav Pech mladší, Petr Uhel - Ford Focus WRC
3. Karel Trněný, Pritzl - Škoda Octavia WRC
4. Tomáš Vojtěch, Štěpán Palivec - Peugeot 206 WRC
5. Emil Triner, Miloš Hůlka - Seat Cordoba WRC
6. Václav Arazim, Jůlius Gál - Mitsubishi Lancer EVO VII
7. Cais, Ondrejčík - Mitsubishi Lancer EVO VII
8. Karel Trojan, Řihák - Mitsubishi Lancer EVO VII
9. Müller, Wicha - Mitsubishi Lancer EVO VI
10. Poulík, Novák - Mitsubishi Lancer EVO VI

## 08/XV. Horácká rally Třebíč
- 738,14 km
- 21 RZ

Kopecký a Pech sváděli boj o vítězství v soutěži a v celém šampionátu. Nakonec oboje získal Kopecký. Již jistí vítězové ostatních kategorií tuto soutěž vynechali

### Výsledky
1. Jan Kopecký, Filip Schovánek - Škoda Fabia WRC
2. Václav Pech mladší, Petr Uhel - Ford Focus WRC
3. Emil Triner, Miloš Hůlka - Seat Cordoba WRC
4. Karel Trojan, Řihák - Mitsubishi Lancer EVO VII
5. Votava, Synáč - Mitsubishi Lancer EVO VIII
6. Berger, Váňa - Ford Escort RS Cosworth
7. Chvojka, Chvojková - Ford Escort RS Cosworth
8. Miroslav Cais, Ondrejčík - Mitsubishi Lancer EVO VII
9. Štěpán, Hoferek - Mitsubishi Lancer EVO VII
10. Poulík, Novák - Mitsubishi Lancer EVO VI

## Celkové výsledky
1. Jan Kopecký, Filip Schovánek - Škoda Fabia WRC
2. Václav Pech mladší, Petr Uhel - Ford Focus WRC
3. Roman Kresta, Jan Tománek - Ford Focus WRC, Subaru Impreza WRC
4. Emil Triner, Miloš Hůlka - Seat Cordoba WRC
5. Martin Prokop, Petr Novák - Škoda Octavia WRC
6. Václav Arazim, Jůlius Gál - Mitsubishi Lancer EVO VII
7. Karel Trojan, Řihák - Mitsubishi Lancer EVO VII
8. Karel Trněný, Pritzl - Škoda Octavia WRC
9. Miroslav Cais, Ondrejčík - Mitsubishi Lancer EVO VII

### Produkční vozy
1. Václav Arazim, Jůlius Gál - Mitsubishi Lancer EVO VII
2. Karel Trojan, Řihák - Mitsubishi Lancer EVO VII
3. Miroslav Cais, Ondrejčík - Mitsubishi Lancer EVO VII
4. Tibor Cserhalmi, Krajňák - Mitsubishi Lancer EVO VII
5. Vojtěch Štajf, Volf - Mitsubishi Lancer EVO VII

### Skupina A
1. Josef Peták, Benešová - Peugeot 306 MAXI
2. Vladimir Berger
3. Marian Šín

### Skupina N
1. Josef Sedláček
2. Antonín Tlusťák
3. Jaromír Tarabus

### Junior 2000
1. Antonín Tlusťák
2. Michal Fiala
3. Pavel Valoušek